# スピード (チェーンストア)
スピードは株式会社やまやの完全子会社であるやまや関西が運営していた酒類・食品のディスカウントストア業態である。

## 概要
1999年1月19日に会社設立。大阪府を中心として関西圏にドミナント出店を行い、焼肉店やカフェレストラン、フレッシュジュース店などの飲食事業も展開。2007年3月には首都圏にも出店して急成長を遂げていた。また、多くの店舗では大創産業との提携により「ザ・ダイソー」店舗併設型の「ダイソー&スピード」を展開し同業他社と差別化を図っていた。
しかし、急激な新規出店などで資金繰りが悪化し、2008年1月31日に大阪地方裁判所に民事再生法の適用を申請し、同日に保全命令を受けた。同年11月11日にやまやとの間で事業譲渡に締結し、株式会社スピードを分割会社、新たにやまやの子会社としてスピード株式会社を11月20日に設置し承継会社とし、翌2009年5月1日に吸収分割が実施された。
2010年1月1日にはスピード株式会社と同じ経緯で、民事再生法の適用を申請して保全命令を受けた株式会社前田とやまやとの間で事業譲渡締結を行い、吸収分割により事業継承した楽市株式会社に吸収合併され消滅、合併により楽市株式会社は「やまや関西株式会社」に商号変更。
やまやがイオングループの一員（持分法適用関連会社）である為、一部店舗ではイオンのプライベートブランド「トップバリュ」の取り扱いも開始されている。
スピード株式会社消滅後も「スピード」はやまや関西の下で運営されていたが、「楽市」と共に「酒のやまや」への転換または店舗の閉鎖によるブランドの整理が進み、2017年12月31日には最後の「スピード」店舗だったスピード長尾谷店（大阪府枚方市）が閉店し、これをもって「スピード」は完全に消滅した。

## 沿革
- 1999年（平成11年）
  - 1月19日 - 株式会社スピード設立。
  - 7月 - 兵庫県宝塚市に1号店となるスピード宝塚店（のちの宝塚山本店）を出店。
- 2004年（平成16年）11月12日 - 大阪府枚方市にスピード長尾谷店を出店。
- 2006年（平成18年）
  - 4月10日 - 大阪府交野市に焼肉牛銀交野本店を出店（移転の為、2017年（平成29年）12月30日に閉店）。
  - 12月7日 - 兵庫県神戸市西区にカフェ&フレッシュジュース PALETTE（パレット）ホームズ神戸西店を出店。
- 2007年（平成19年）
  - 2月17日 - 大阪府枚方市にカフェレストラン バローロを出店。
  - 3月9日 - 千葉県松戸市にスピード松戸栄町店を出店。首都圏に初出店。
- 2008年（平成20年）
  - 1月31日 - 大阪地方裁判所へ民事再生法適用を申請。
  - 11月11日 - 株式会社やまやとの間で事業譲渡に締結、株式会社スピードは分割会社となる。
  - 11月20日 - スピード株式会社が設置され、承継会社となる。
- 2009年（平成21年）5月1日 - 株式会社やまやとの間で吸収分割が実施される。
- 2010年（平成22年）1月1日 - 楽市株式会社に吸収合併され消滅。楽市株式会社は同日付でやまや関西株式会社に商号変更。
- 2017年（平成29年）12月31日 - 大阪府枚方市のスピード長尾谷店が閉店。これにより「スピード」店舗ブランド消滅。

## 店舗

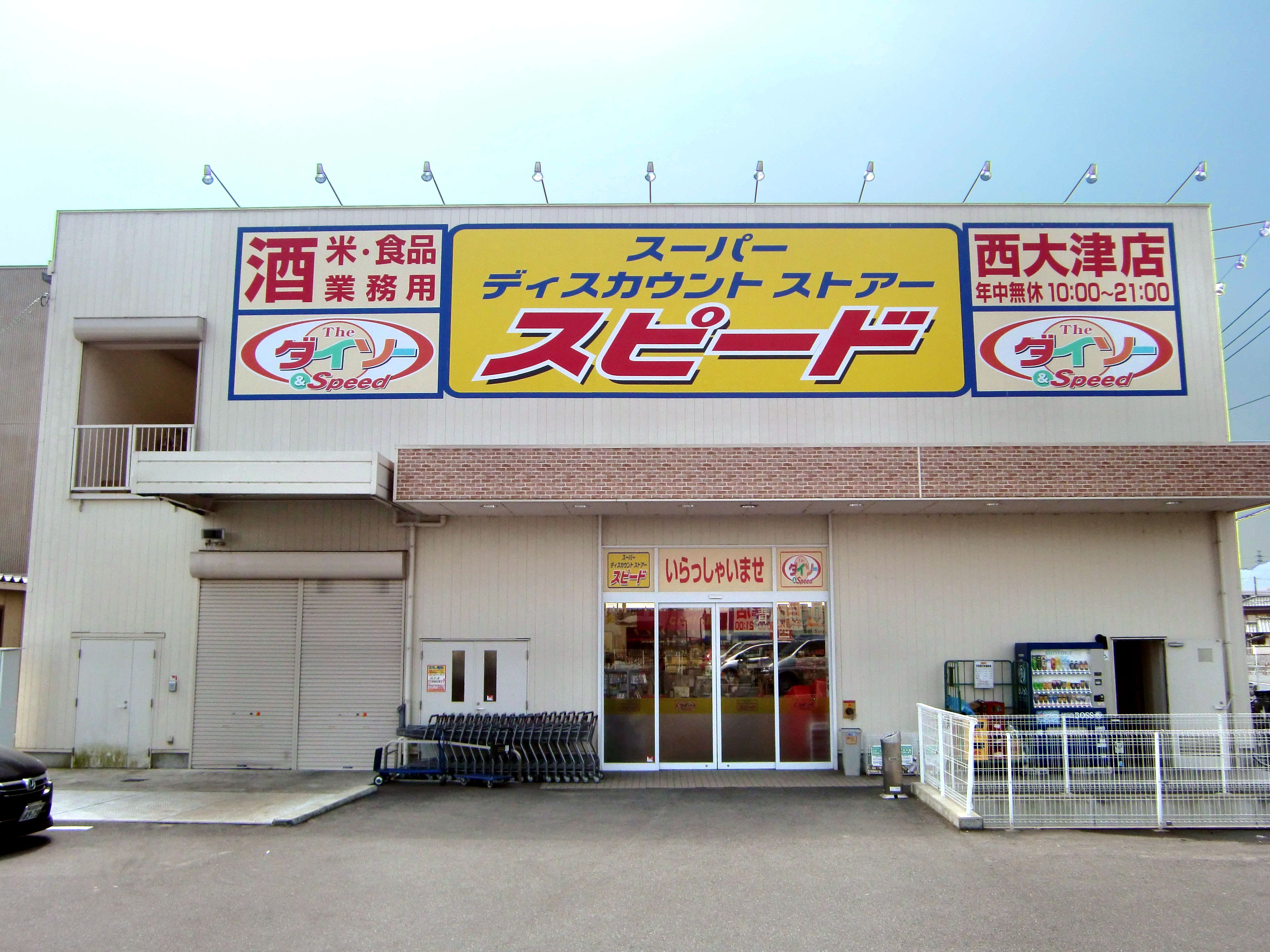
スピード西大津店（滋賀県大津市）

2007年12月31日時点。*=ダイソー&スピード併設店舗
京阪神を中心に滋賀県、千葉県、茨城県、神奈川県にも出店している。ほとんどの店舗に100円ショップの「ダイソー&スピード」が併設されているが、大阪府と兵庫県では100円ショップのみの単独店舗も展開されている。

### 大阪府
- 御殿山店
- フォレオ枚方店*
- 長尾谷店*
- ロイヤル枚方店
- 津田くにみ坂店*
- 河内磐船店*
- 交野店
- 東香里店*
- 枚方公園店*
- 枚方山之上店*
- 香里園店*
- ホームズ寝屋川店
- 豊中服部店*
- 豊中小曽根店*
- 豊中北緑丘店
- 豊中少路店*
- 箕面中央店*
- 茨木彩都店*
- JR茨木駅前店*
- 茨木玉櫛店
- 高槻奈佐原店*
- 摂津鳥飼店*
- 鶴見店
- フレスポ東大阪店
- 巽中店
- 南津守店*
- ホームズ堺浜店
- ターザン長尾店
- ダイソー&スピード ホームズ寝屋川店
- ダイソー&スピード 交野私部店

### 兵庫県
- 三田フラワータウン店
- 尼崎若王寺店
- 神戸上津台店*
- 神戸藤原台店*
- 神戸新在家店*
- 神戸伊川谷店*
- 宝塚山本店*
- 宝塚安倉店*
- 伊丹寺本店*
- ダイソー&スピード ホームズ神戸西店

### 京都府
- 宇治大久保店*
- 宇治槙島店*
- 京田辺店
- 松井山手店*

### 滋賀県
- 甲賀水口店*
- 草津野村店*
- 滋賀大津店*
- 西大津店*

### 千葉県
- 松戸栄町店*
- 野田みずき店*
- 柏大山台店
- 千葉ニュータウン店

### 茨城県
- 土浦神立店*

### 神奈川県
- 大和渋谷店

|          | スピード | ダイソー&スピード | ターザン |
| -------- | -------- | ----------------- | -------- |
| 大阪府   | 27       | 2                 | 1        |
| 兵庫県   | 9        | 1                 | 0        |
| 京都府   | 4        | 0                 | 0        |
| 滋賀県   | 4        | 0                 | 0        |
| 千葉県   | 4        | 0                 | 0        |
| 茨城県   | 1        | 0                 | 0        |
| 神奈川県 | 1        | 0                 | 0        |